# Stylopoda
Stylopoda là một chi bướm đêm thuộc họ Noctuidae.

## Loài
- Stylopoda anxia J.B. Smith, 1908
- Stylopoda cephalica J.B. Smith, 1891
- Stylopoda groteana (Dyar, 1903)
- Stylopoda modestella (Barnes & McDunnough, 1918)

## Former species
- Stylopoda aterrima is now Sympistis aterrima (Grote, 1879)
- Stylopoda sexpunctata is now Copanarta sexpunctata (Barnes & McDunnough, 1916)